# 殖民大戏院
殖民大戏院（Colony Theatre）。殖民大戏院是一座建於1935年的劇院。至今仍然運作，可供租用。

## 上映類別
殖民大戏院會有各種的上映類別，如音樂、舞蹈、劇場、舞台劇、喜劇、藝術和電影。